# Danny Guthrie
Pour les articles homonymes, voir Guthrie.
Daniel "Danny" Guthrie est né le 18 avril 1987 à Shrewsbury, en Angleterre. C'est un milieu central qui peut également jouer sur le côté droit. Il joue actuellement pour Walsall.

## Biographie
Formé jusqu'à l'âge de 15 ans par l'équipe de Manchester United, et laissé libre, Liverpool profite de l'occasion et l'intègre à son équipe réserve. Il est alors surnommé par les supporters des Reds, "le nouveau Steven Gerrard".
Le 2 mars 2007, Southampton, club de Championship (équivalent de la seconde division) demande à Liverpool, un prêt d'un milieu défensif d'urgence. Liverpool se consent à leur laisser Danny jusqu'à la fin de la saison, afin de le laisser s'aguerrir.
Il évolue ensuite à Newcastle United avec le numéro 8. Excellant dans l'art du centre, il termine troisième meilleur passeur décisif de Championship avec les Magpies lors de la saison 2009-2010, participant ainsi à la remontée du club en Premier League. Mais les deux saisons suivantes sont moins réussies et Newcastle le laisse libre en juin 2012.
Le 1er juillet, il signe pour trois saisons chez le promu Reading FC.
Le 26 mars 2015 il est prêté à Fulham.
Le 5 août 2015 il rejoint Blackburn.
Il passe la saison 2018 en Indonésie avec Mitra Kukar.
L'11 juillet 2019, il rejoint Walsall.

## Palmarès
- Newcastle United
  - Championship
    - Vainqueur : 2010